# فدرال رجیستر
فدرال رجیستر (انگلیسی: Federal Register) روزنامه رسمی دولت فدرال ایالات متحده آمریکا است، که فعالیت خود را از سال ۱۹۳۵ آغاز نمود و هم‌اکنون نیز از نشریات فعال دولت ایالات متحده بشمار می‌آید.